# Potsdam
Potsdam város Németországban, Brandenburg szövetségi tartomány fővárosa.

## Fekvése
Berlintől délnyugatra fekszik 26 km-re.

## Történet

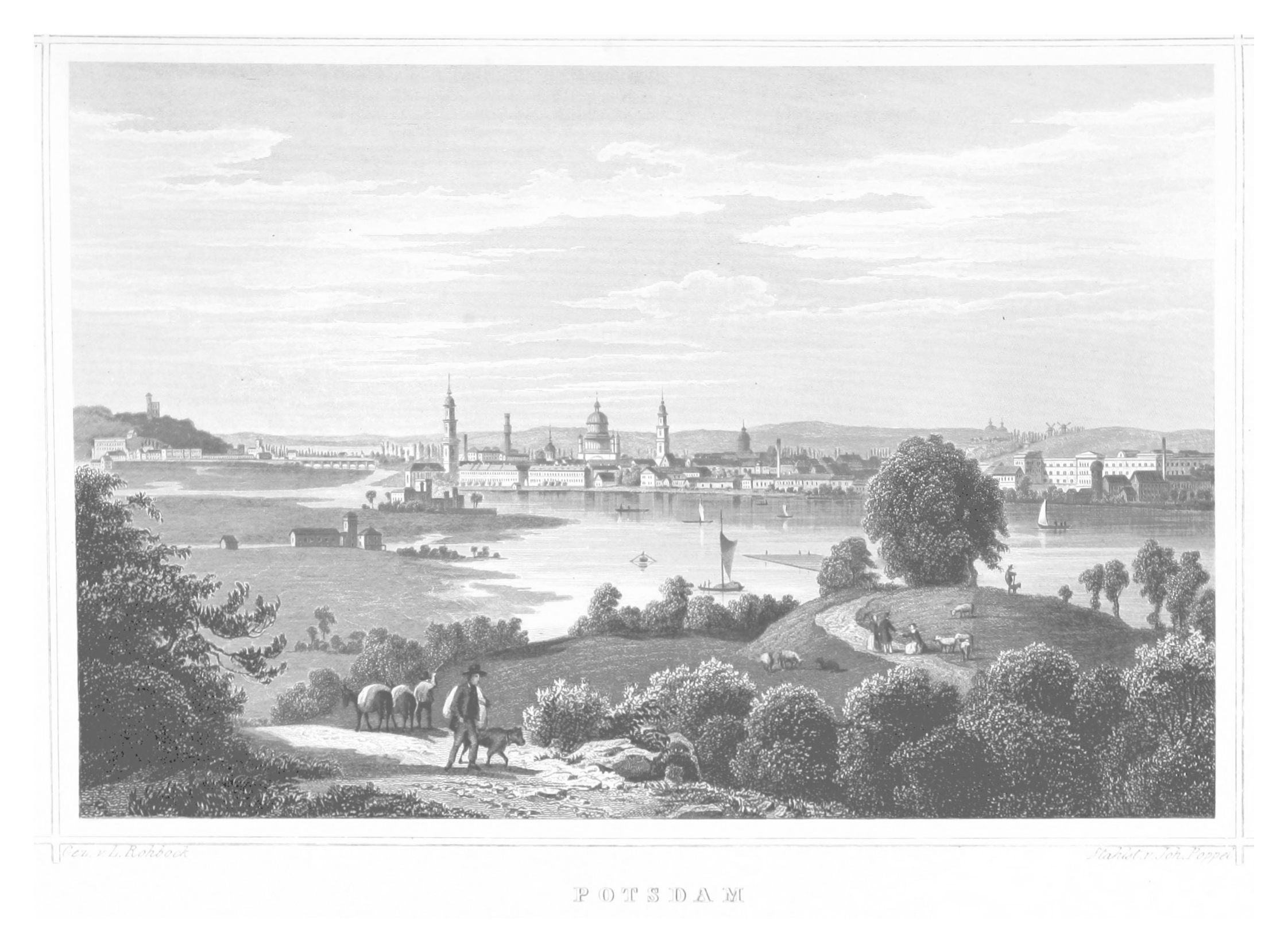
Potsdam 1852-ben

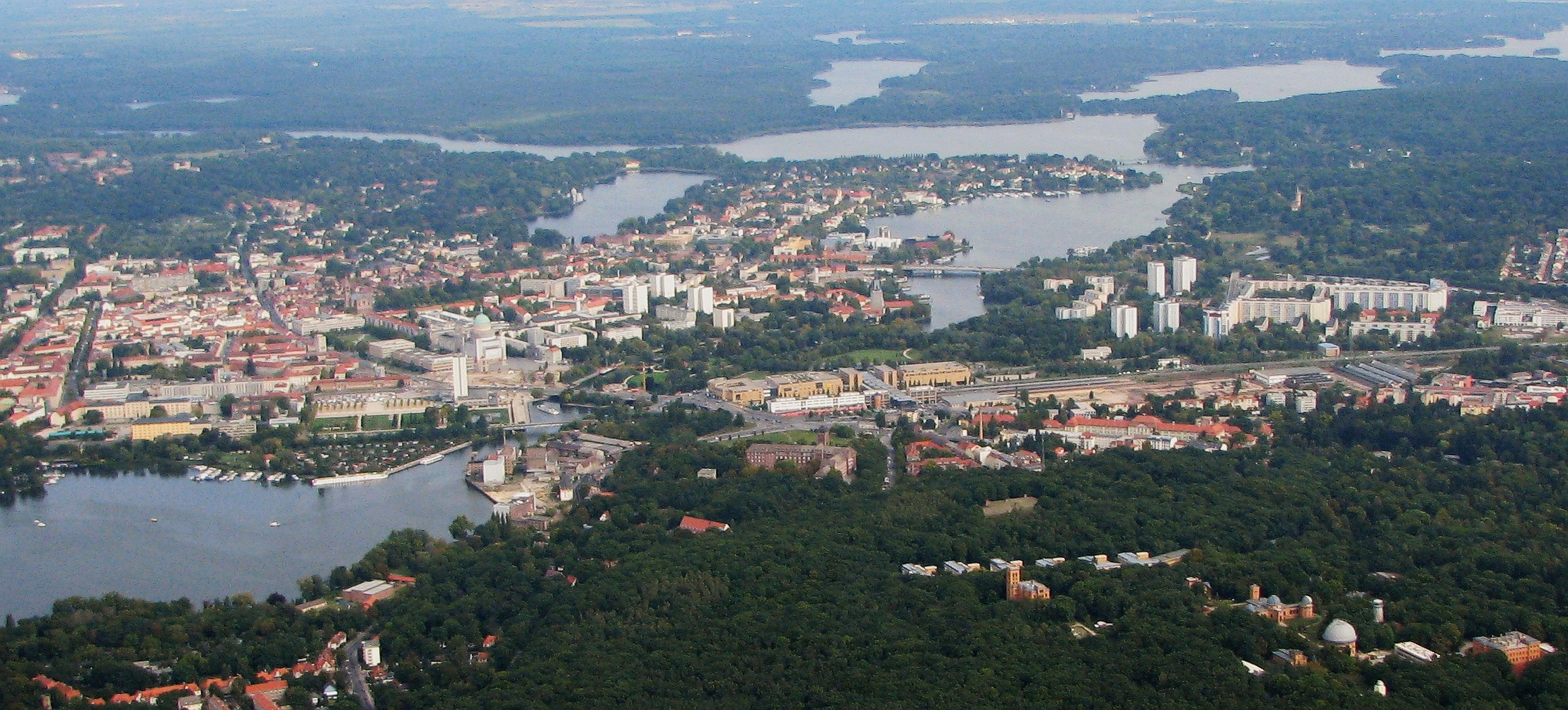
Potsdam légifelvételről

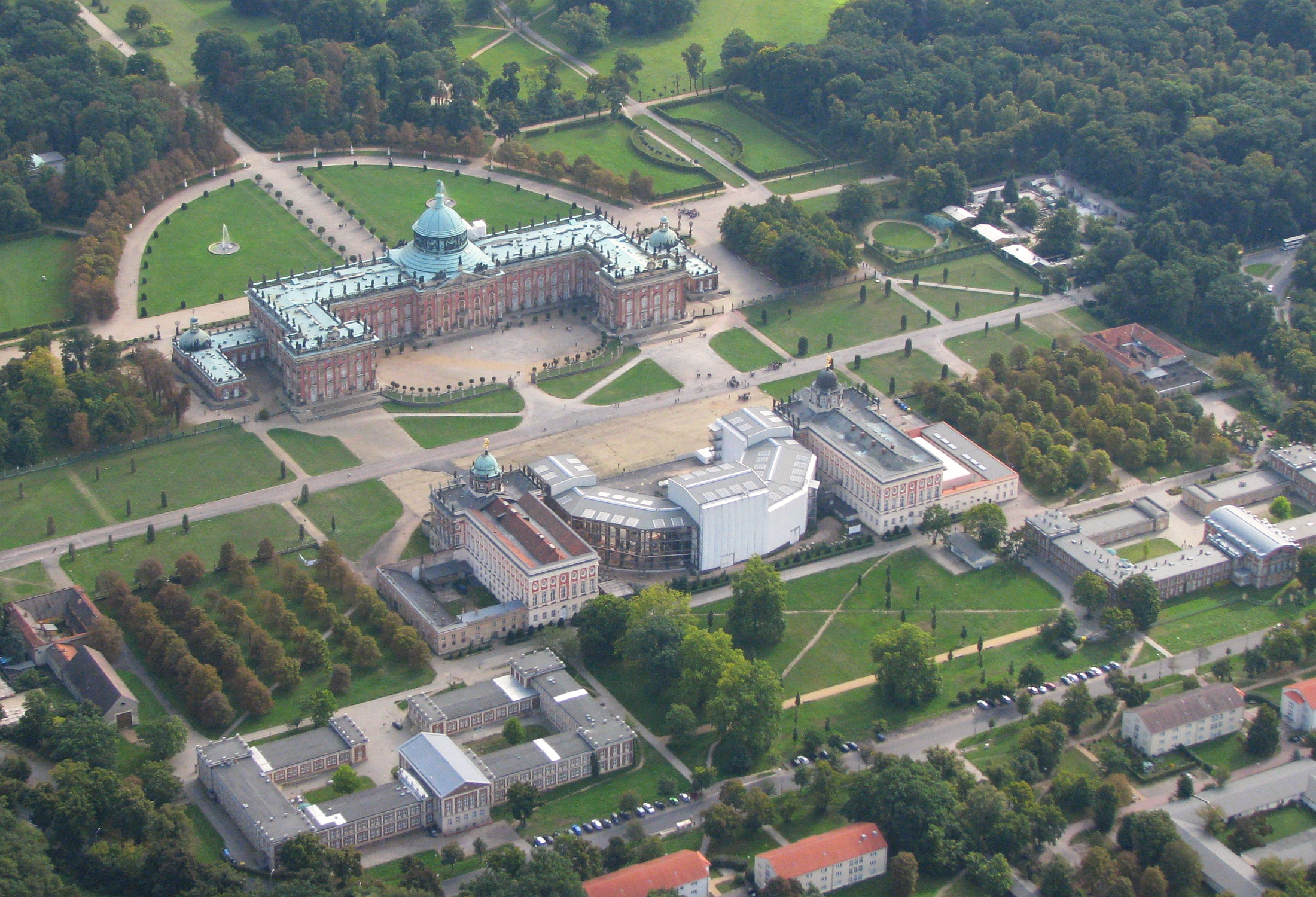

A város történelme 1000 éves múltra tekint vissza, de már a bronzkorban is lakott terület volt. A 7. században a szláv törzsek népesítették be a területet. III. Ottó 993. július 3-án alapította meg a várost.
A település neve a szláv  Pod Stupa szavakból származtatható, melynek jelentése oszlopok alatt.
1150-ben Medve Albert szász herceg megszerezte a várost. 1317-ben a várost Postampként említik, ekkor már vára is volt a településnek. 1345-ben városi jogot kapott és innentől Potsdamként nevezik. 1416 és 1918 között a Hohenzollernek birtoka volt. A harmincéves háborúban többször felégették a várost.
1806 októberében Napóleon császár seregeivel megszállta a várost, amit 1815-ben III. Frigyes Vilmos porosz király kapott vissza.
1945. április 27-én vette be a várost a Vörös Hadsereg. 1945. július 17. – augusztus 2. között itt zajlott le a Potsdami konferencia.
1949-ben a Német Demokratikus Köztársaság, majd 1990-től a Német Szövetségi Köztársaság része.
1952 és 1990 között a város a Potsdam kerület székhelye volt.

## Galéria

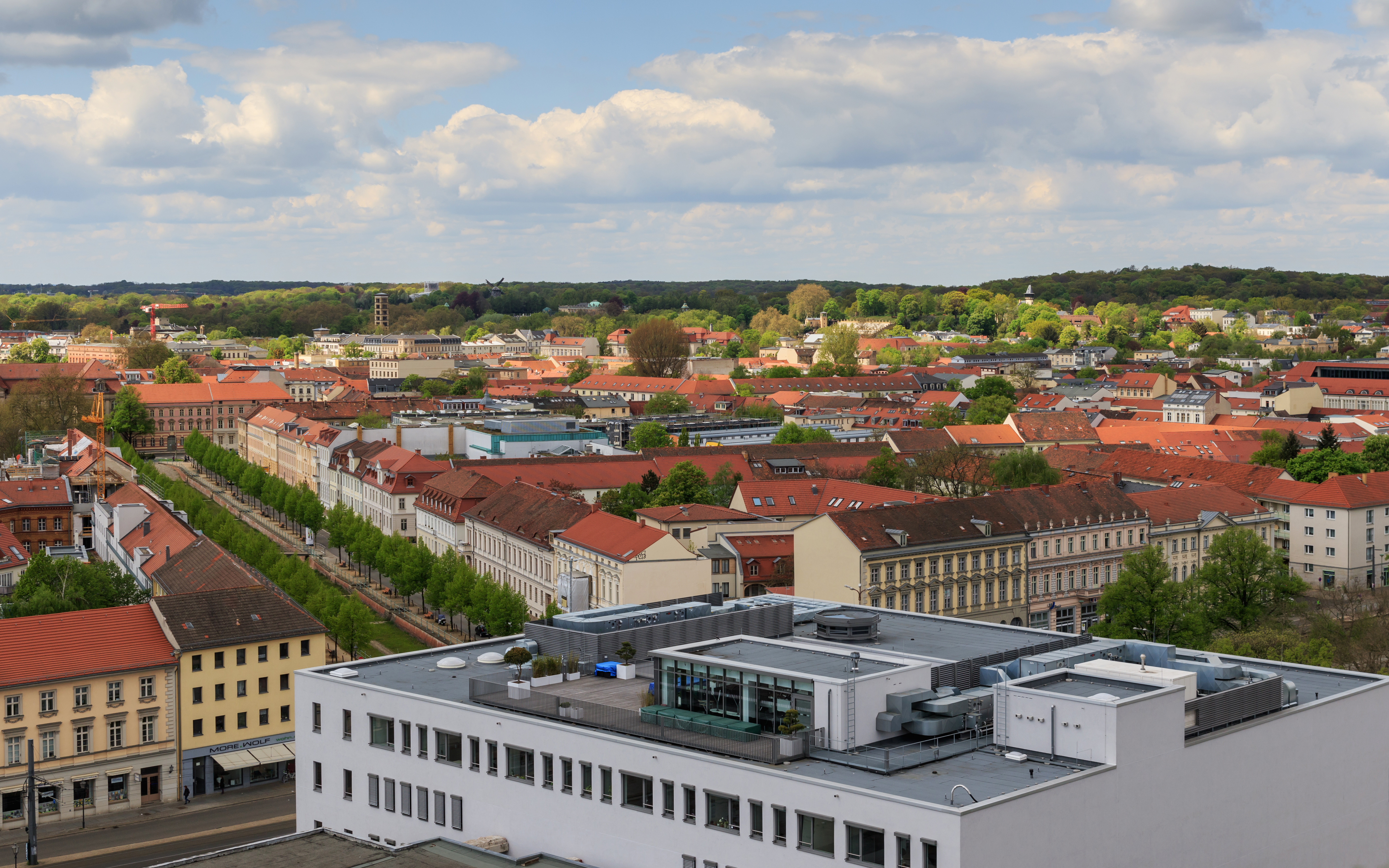
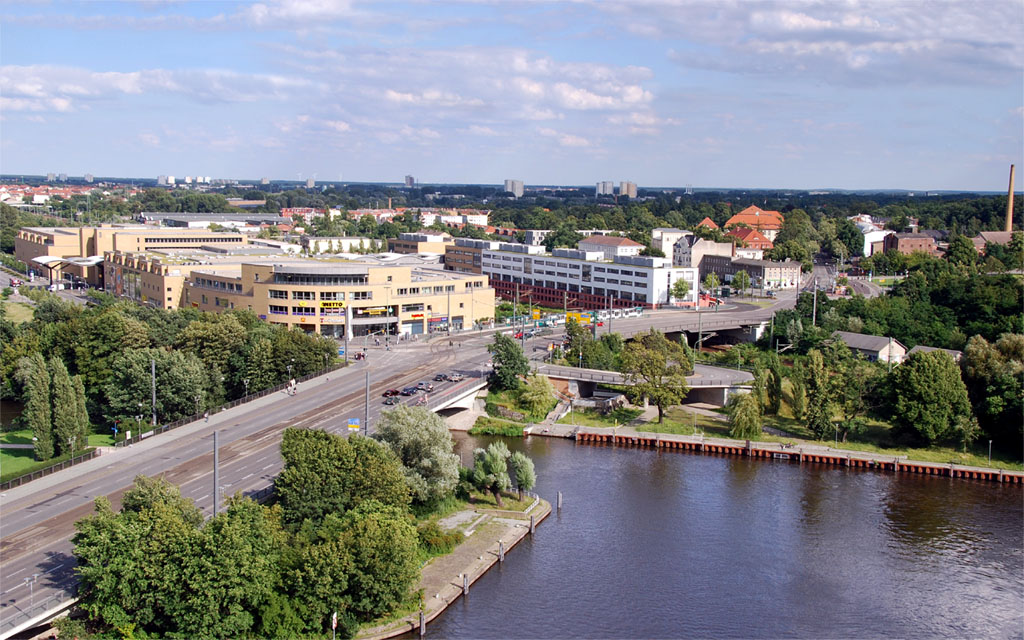
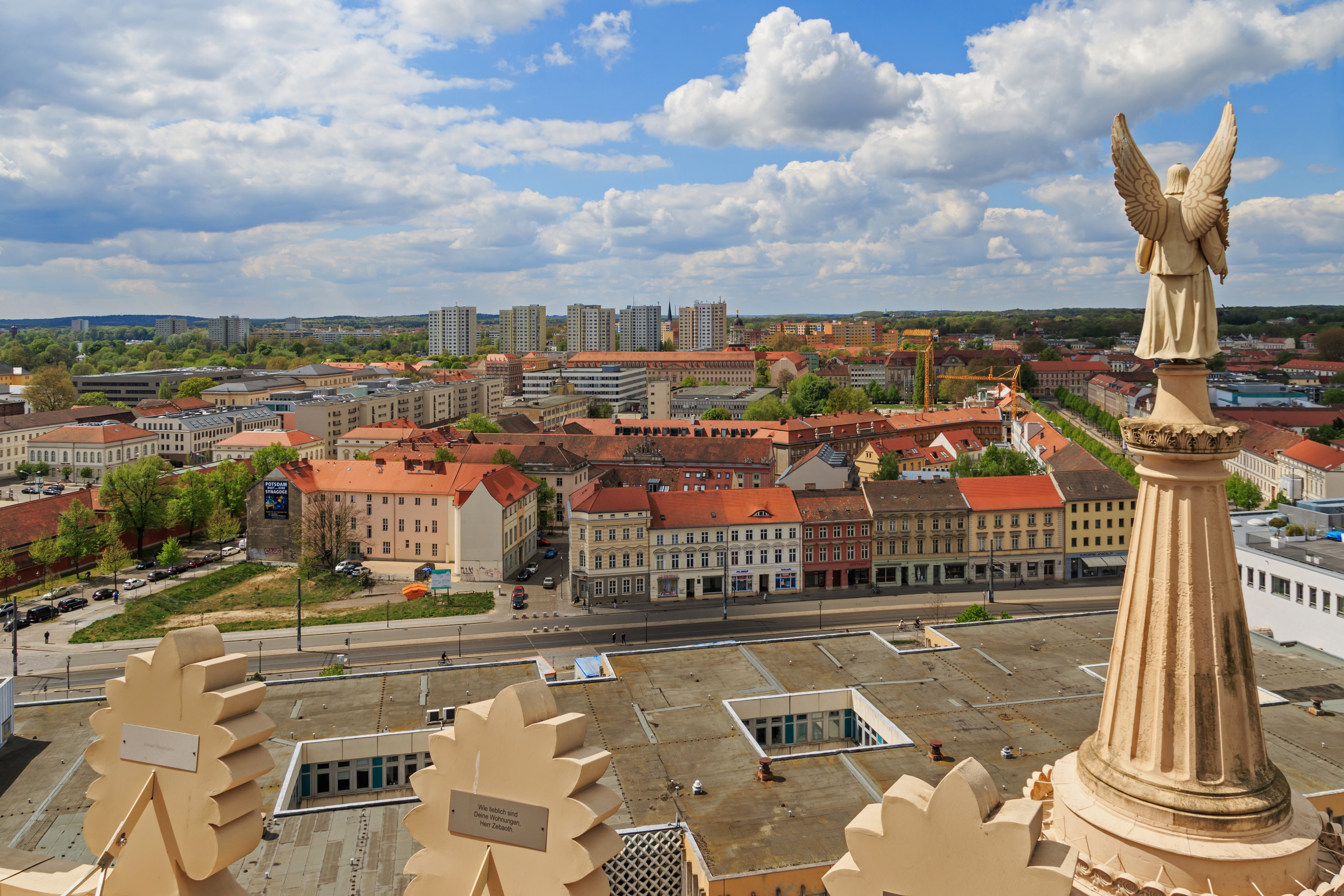
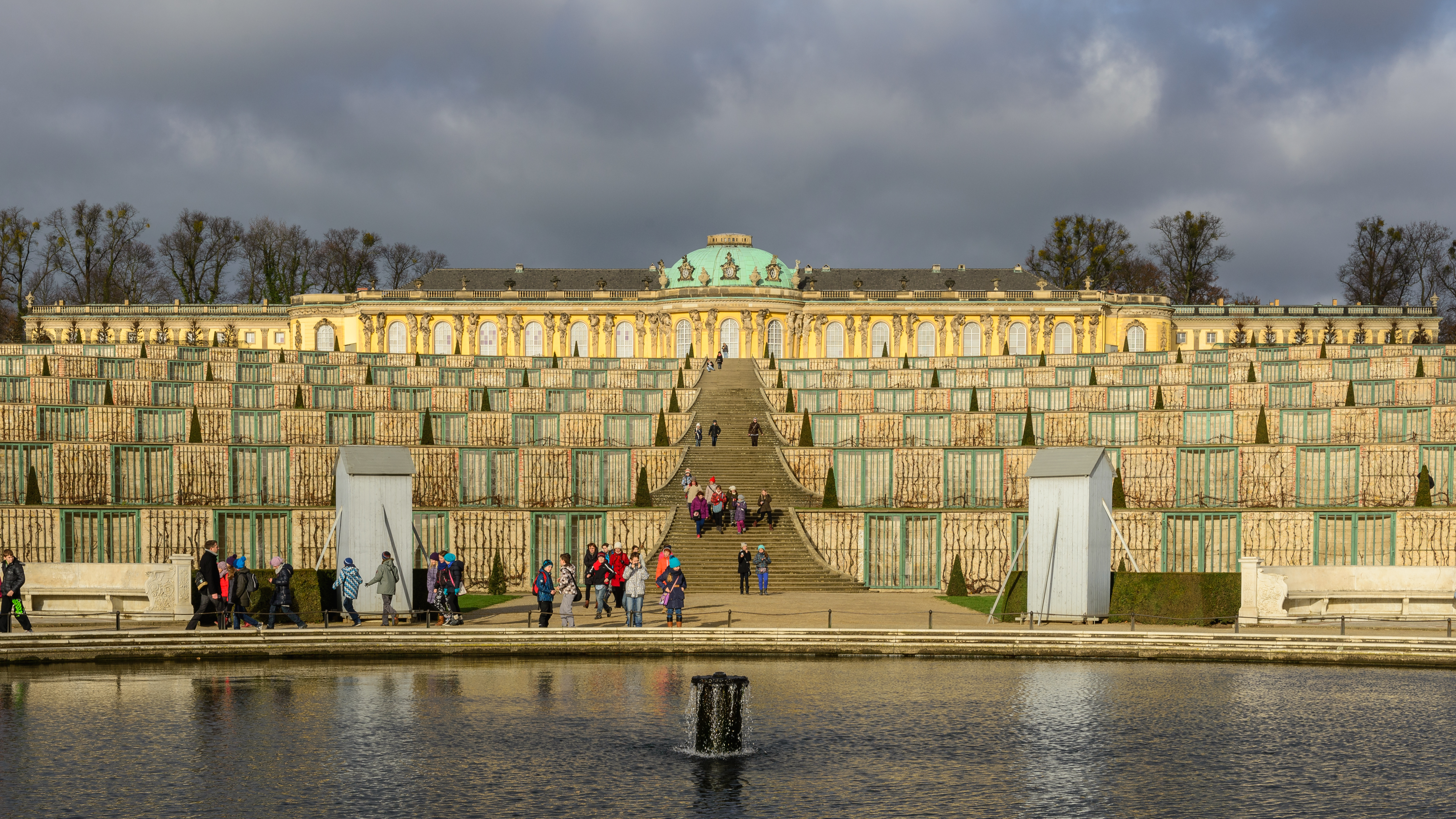
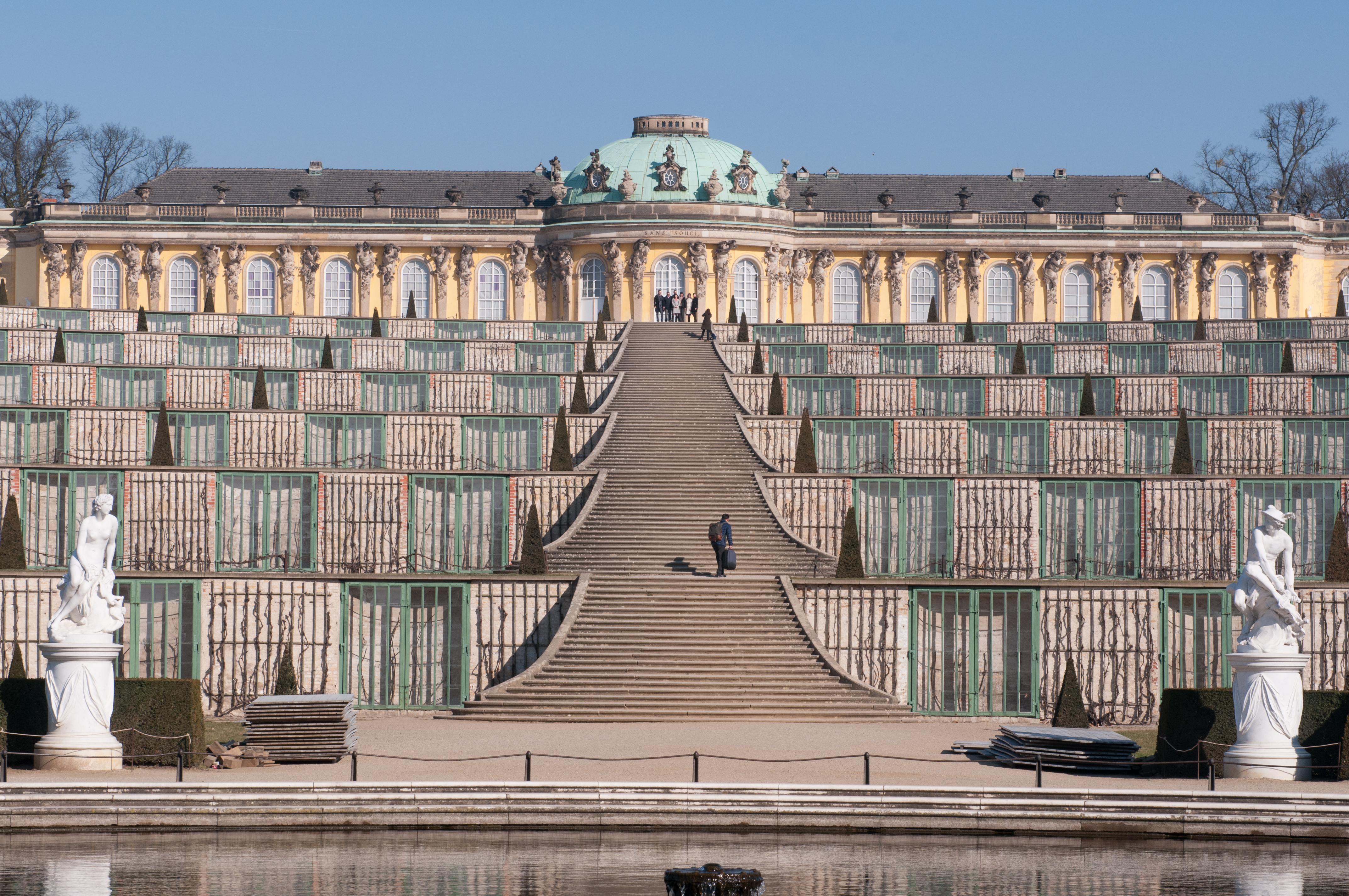
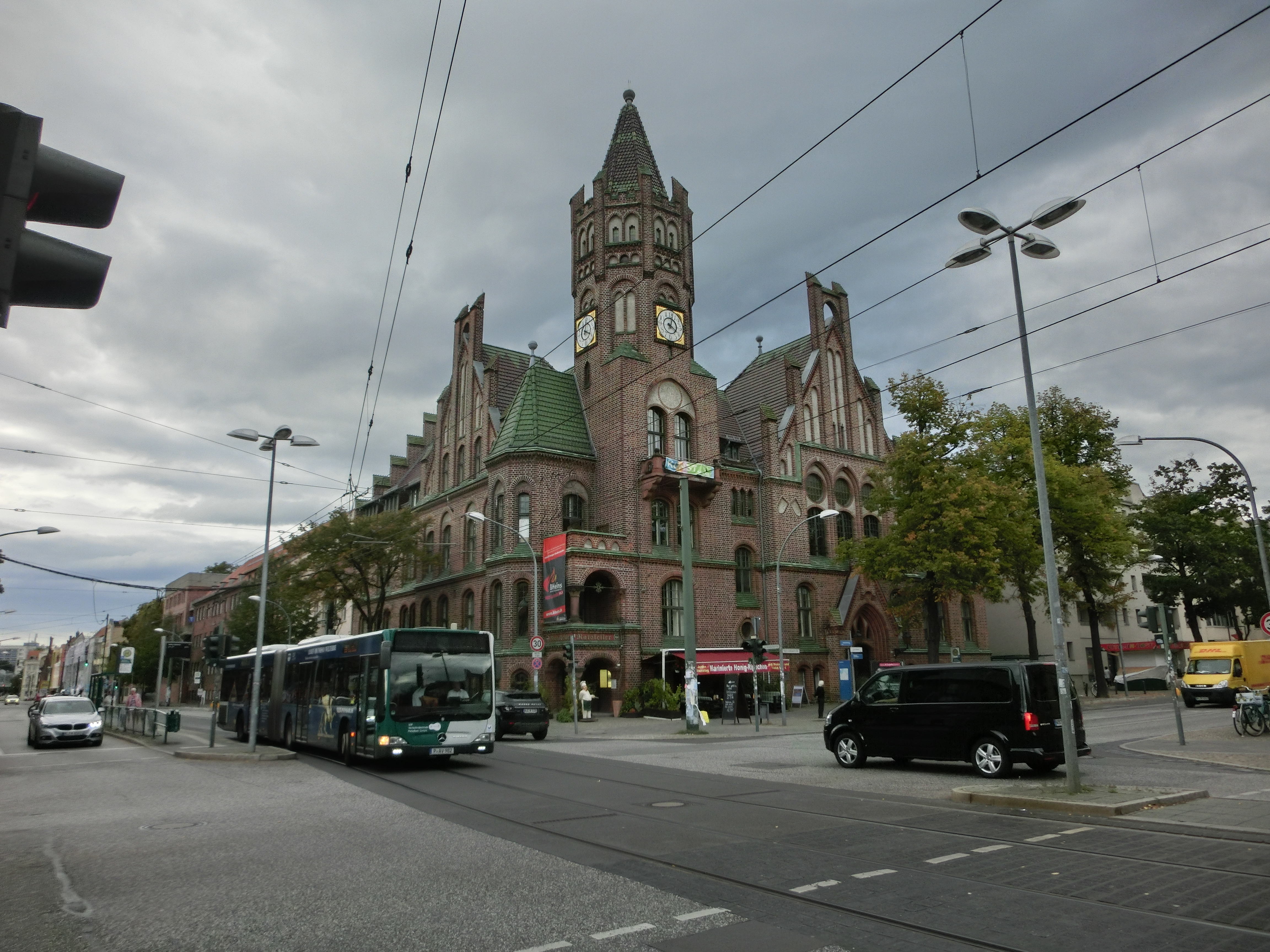
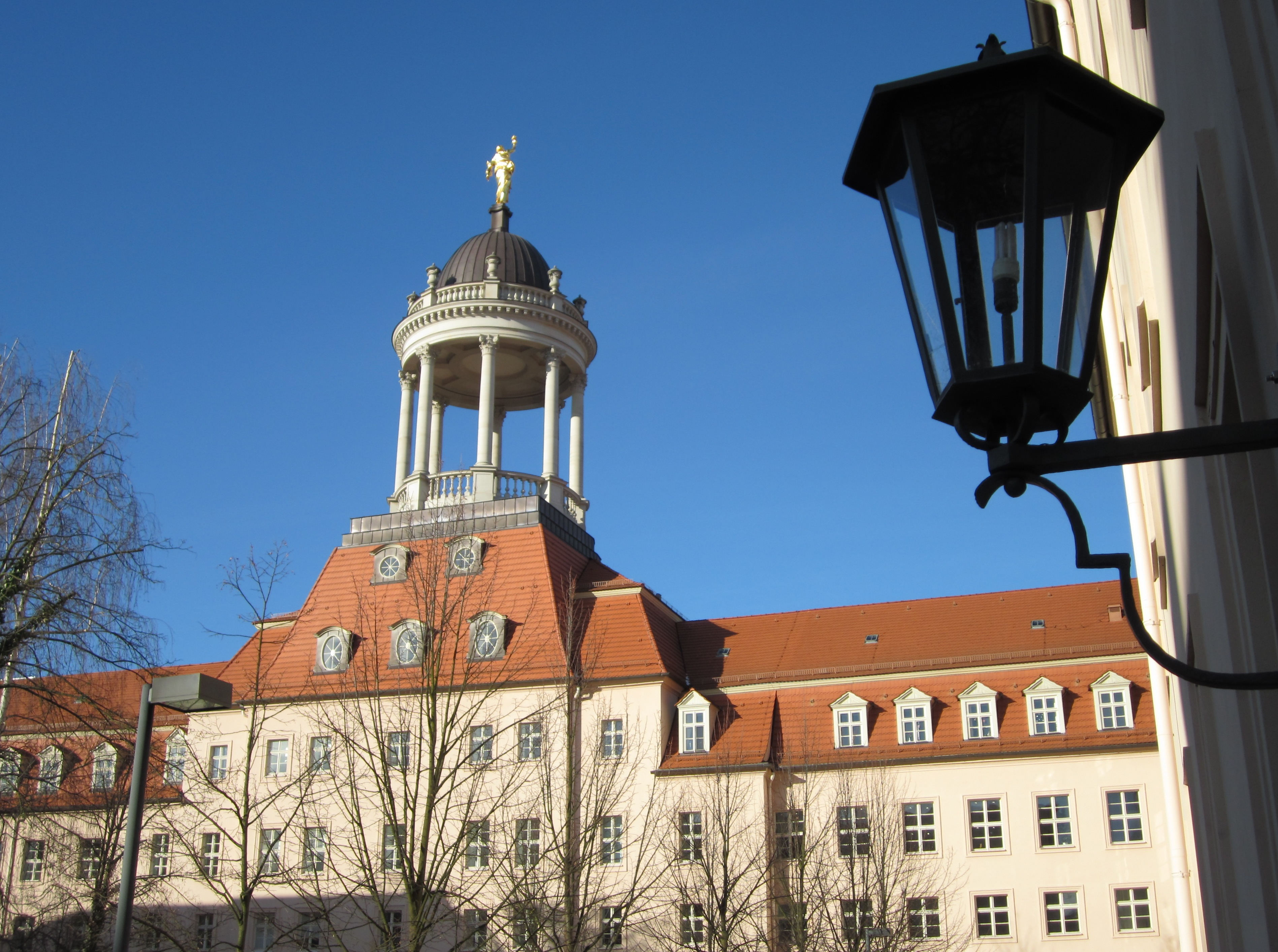
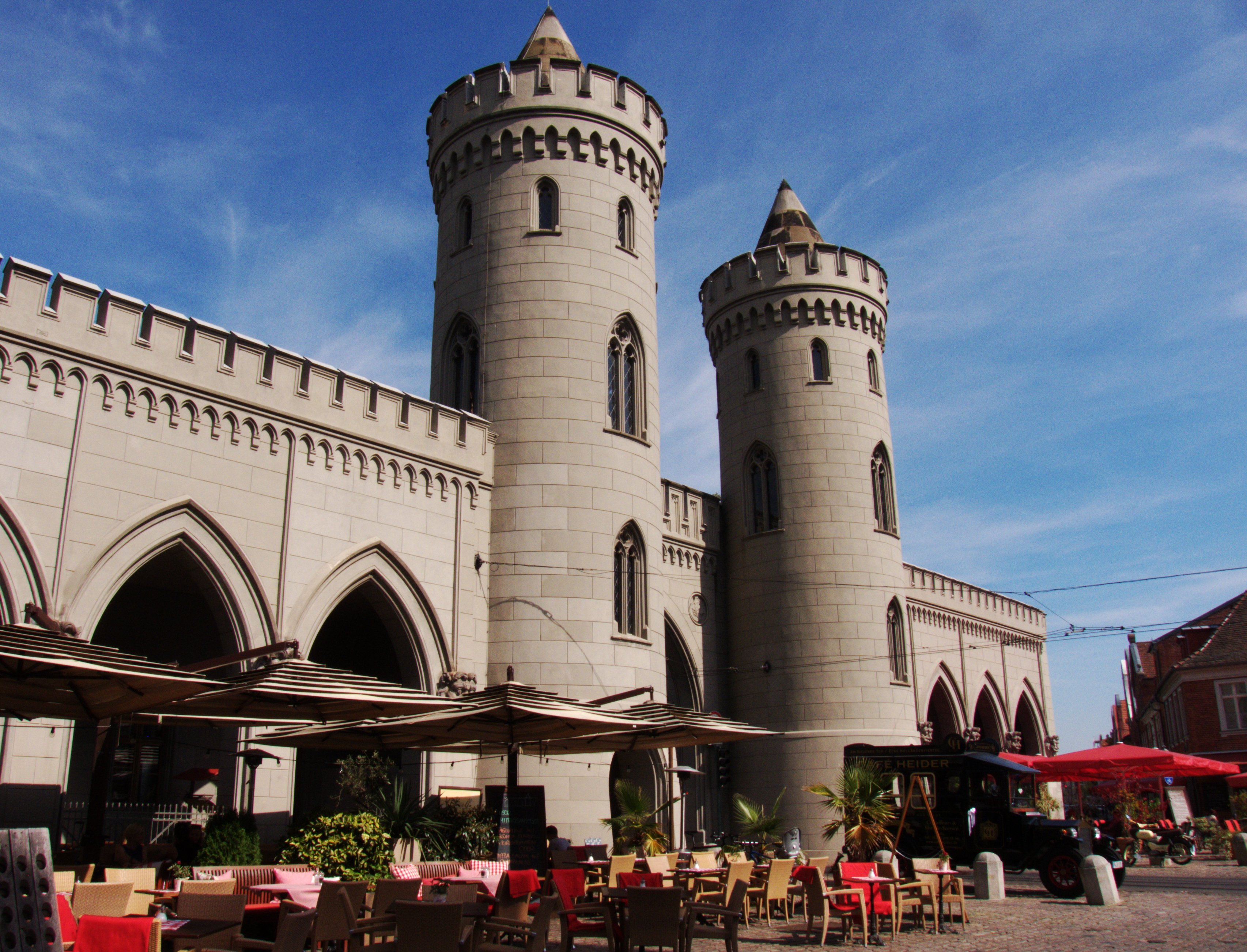
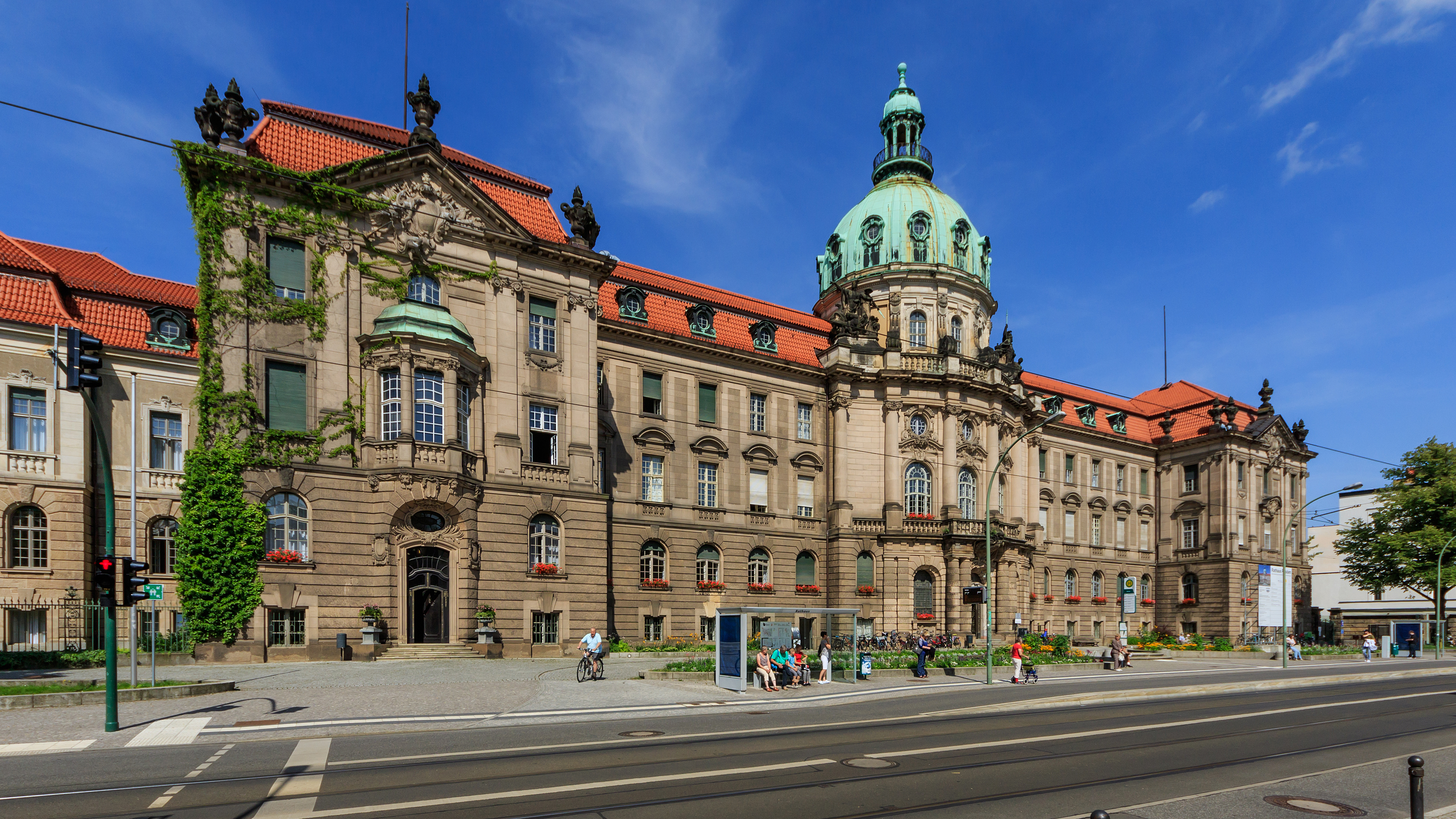
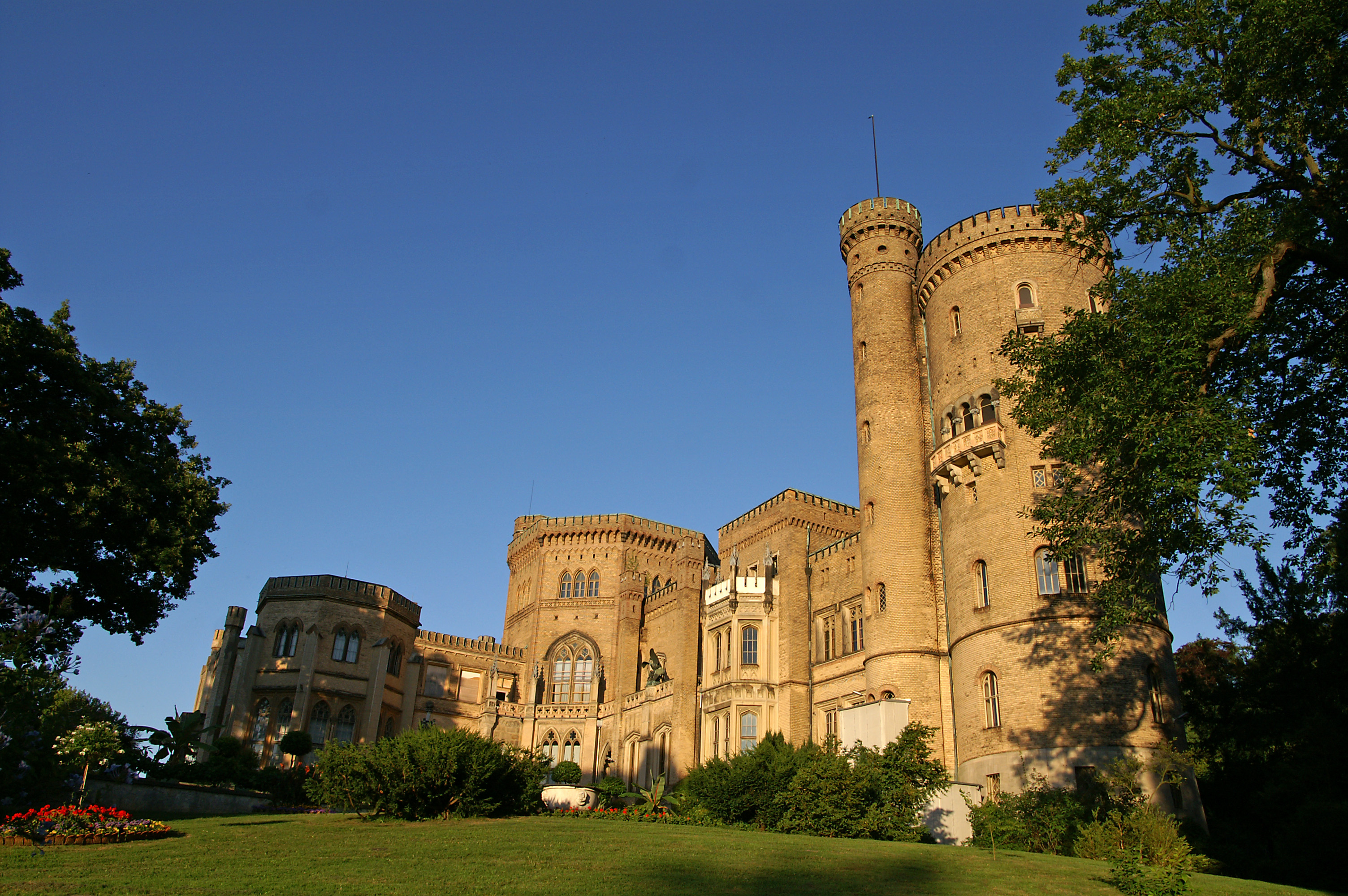
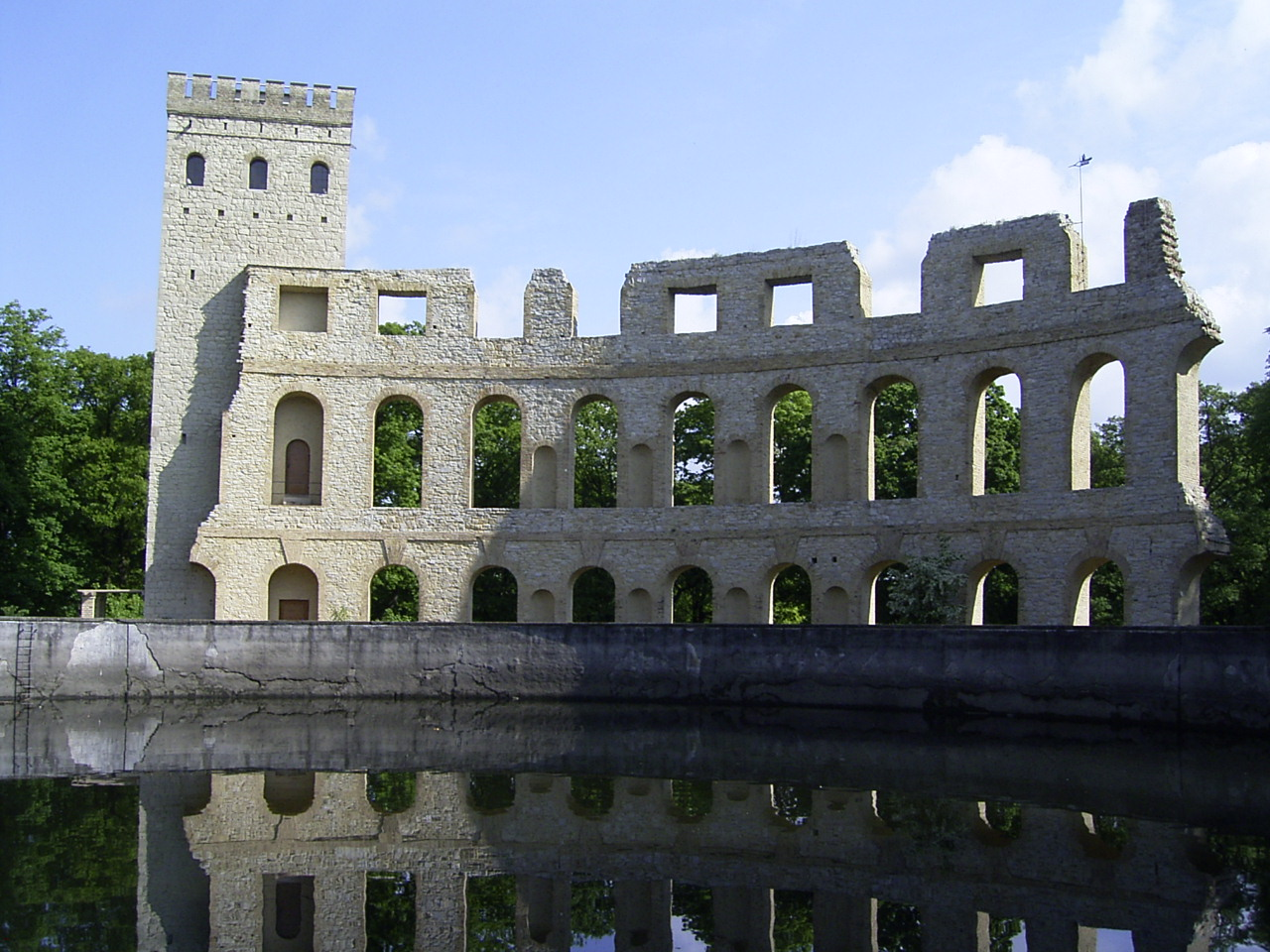
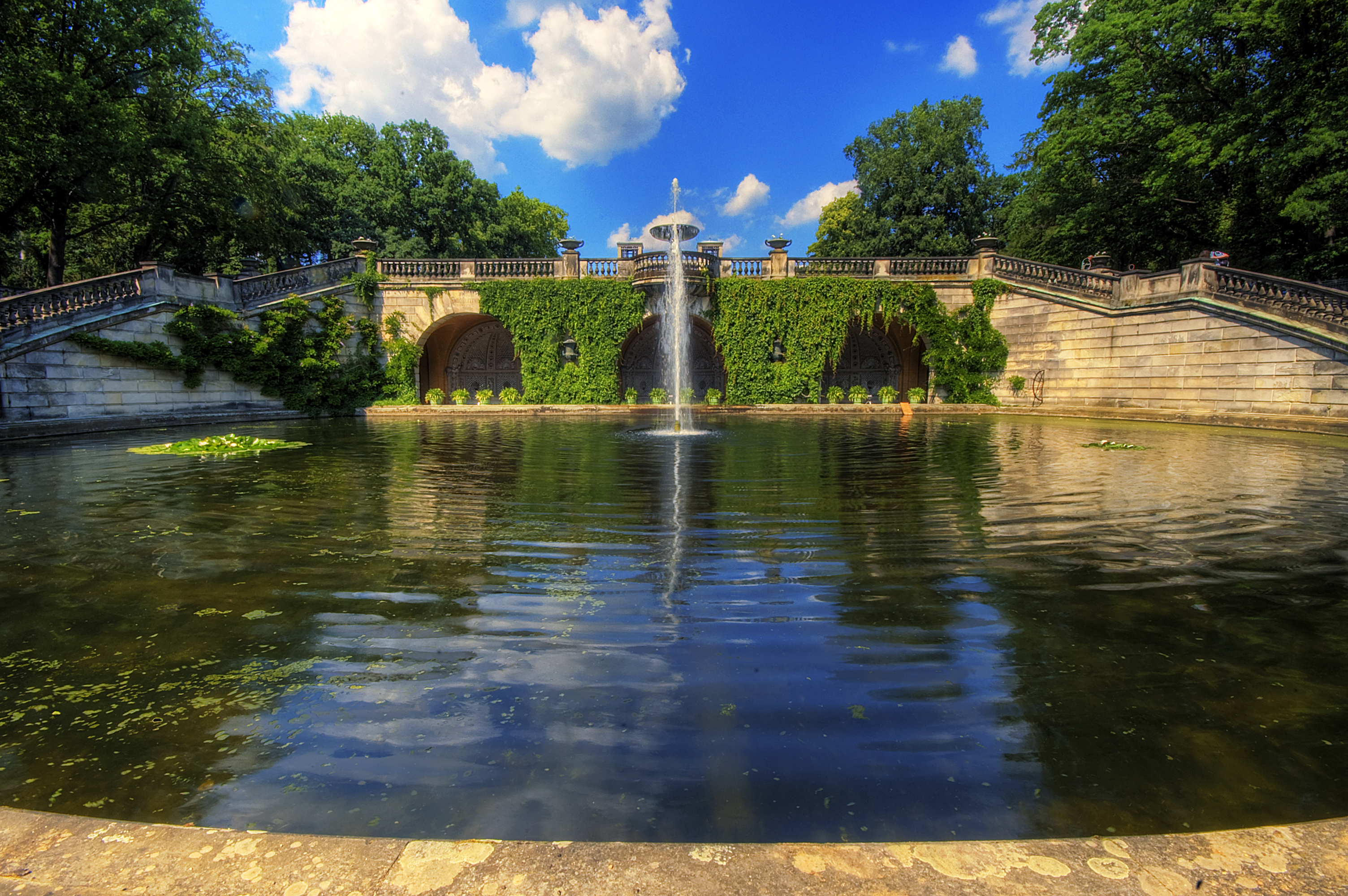
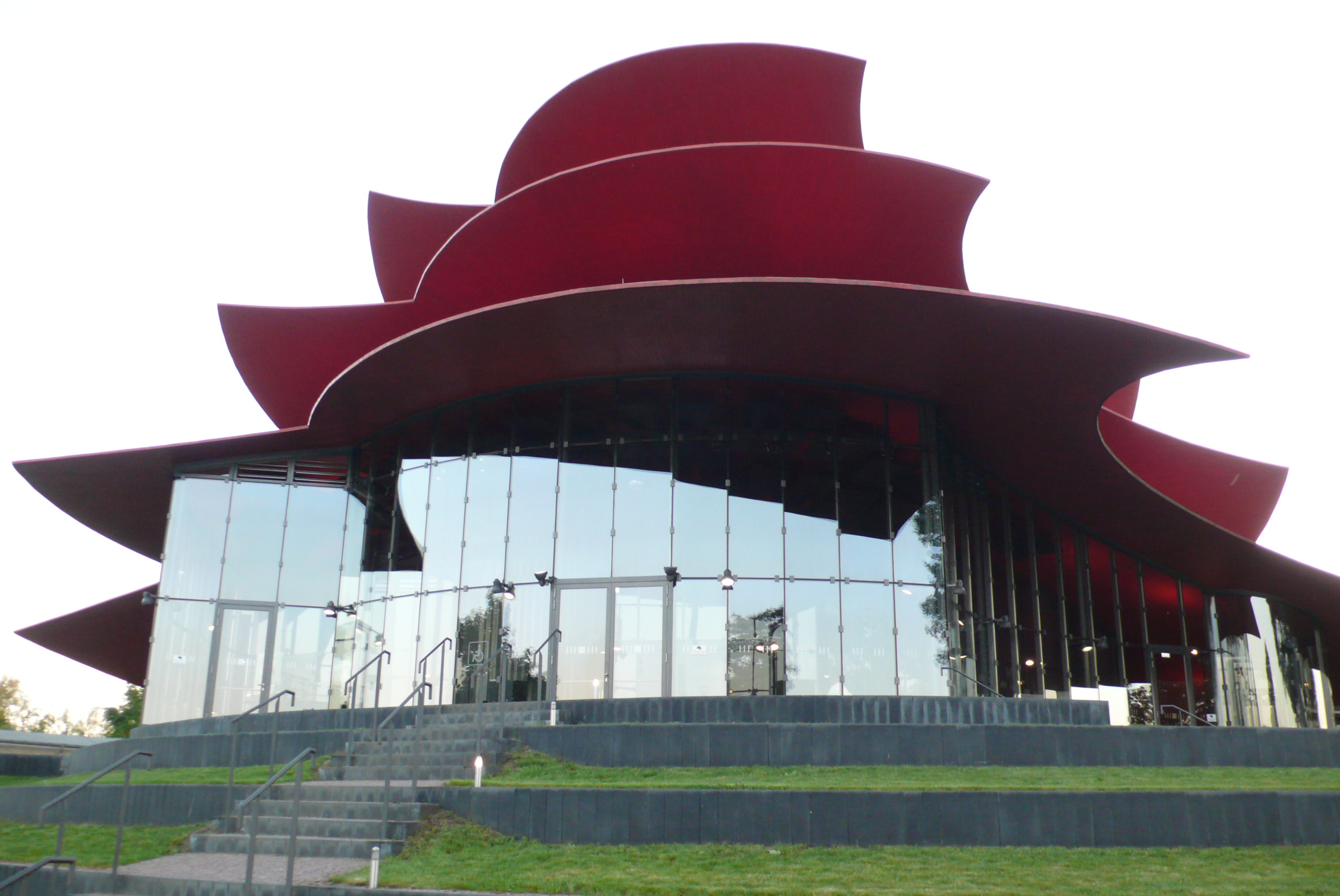

## Lakosság
Fő cikk: Potsdam lakossága

## Látnivalói
- Potsdam és Berlin palotái és parkjai
  - Sanssouci
  - Cecilienhof
- Babelsberg Studios

### Múzeumok
- Potsdam-Museum

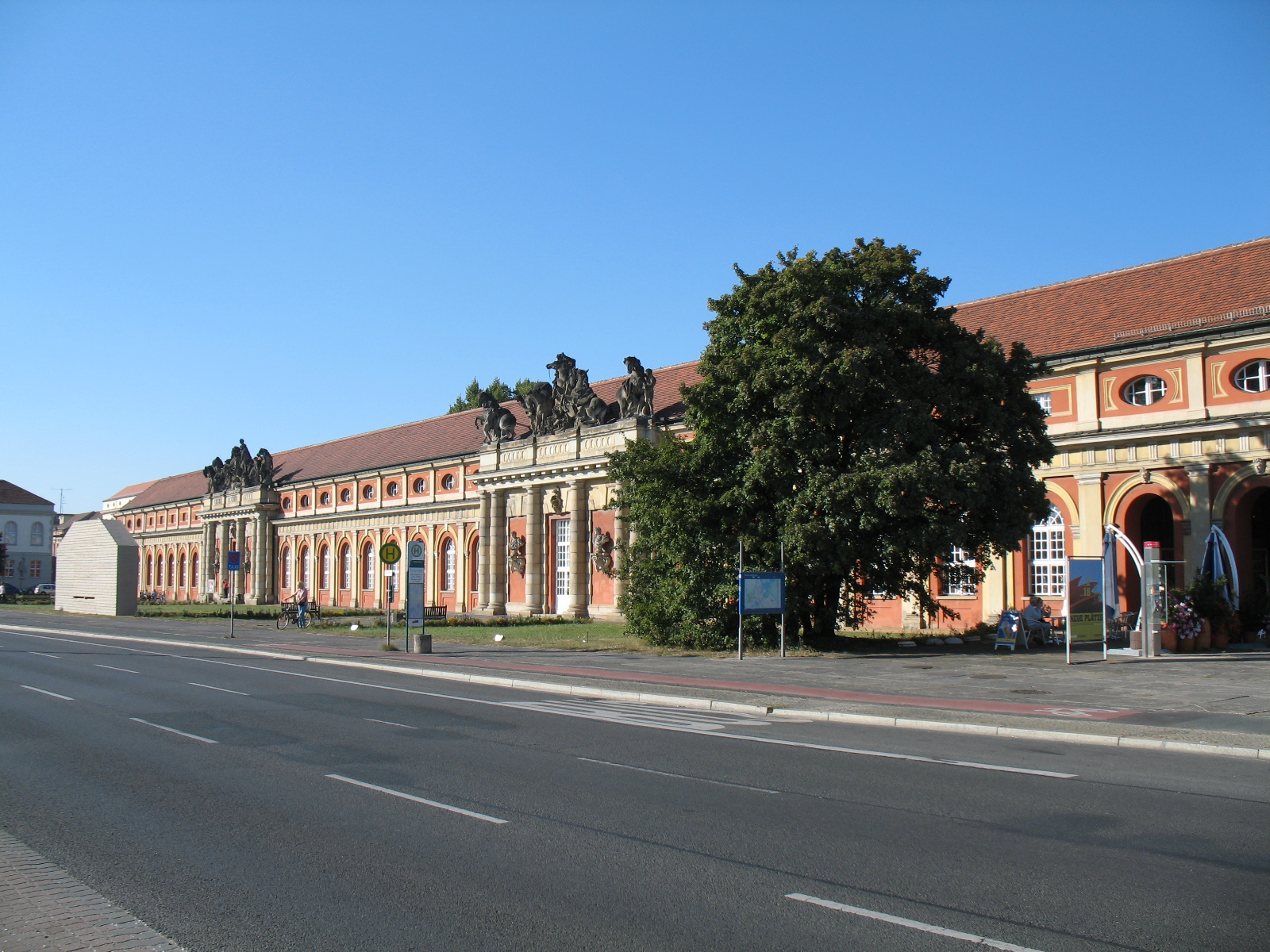
A filmmúzeum

- Haus der Brandenburgisch-Preußischen Geschichte
- Urania Sternwarte
- Naturkundemuseum Potsdam
- KGB-Gefängnis Potsdam
- Jan Bouman Haus
- Mozarthaus
- Einsteinhaus
- Filmmuseum Potsdam
- Nowaweser Weberstube
- Kita-Museum
- S-Bahn-Museum

## Közigazgatása

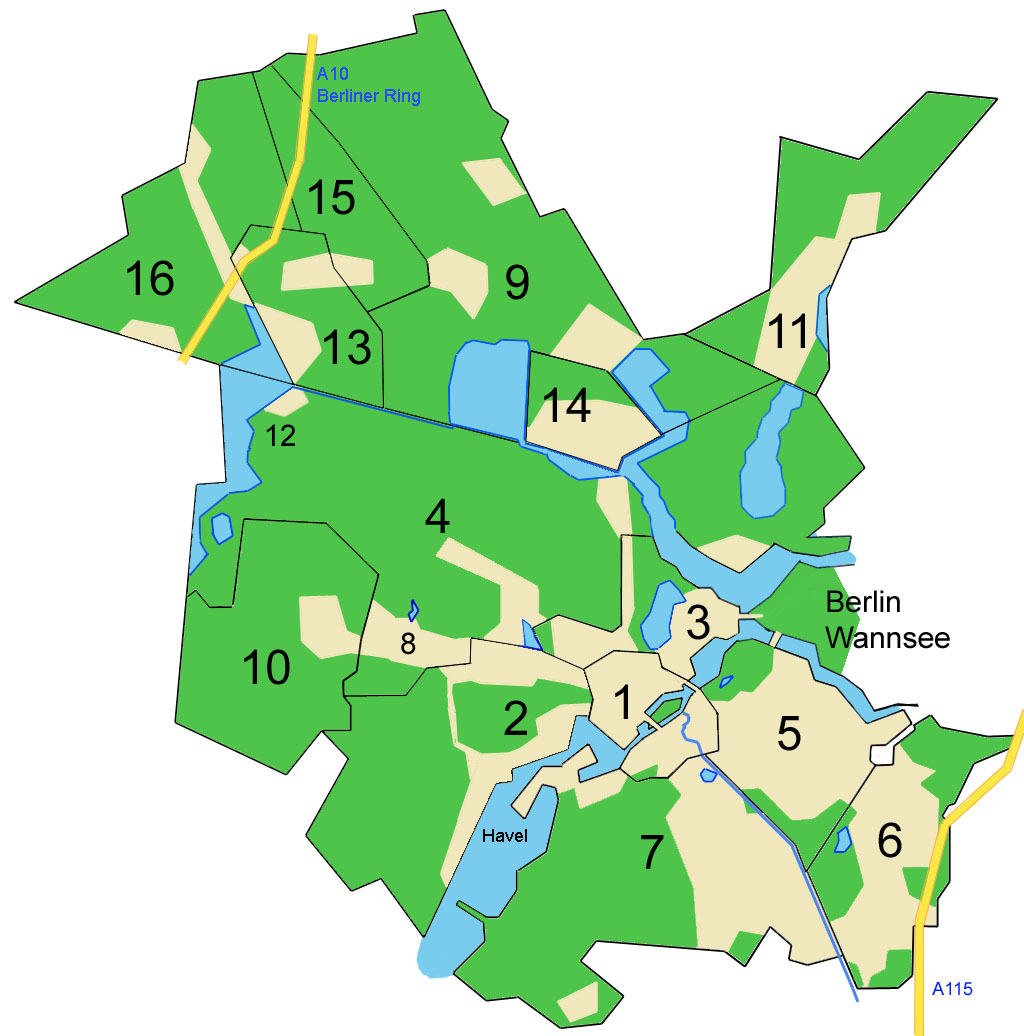

| Északi területek | Déli területek | Új városrészek |
| --- | --- | --- |
| - Potsdam-Innenstadt (1) - Westliche Vorstadt (2) - Brandenburger Vorstadt - Potsdam West - Wildpark - Nördliche Vorstadt (3) - Nauener Vorstadt - Jägervorstadt - Berliner Vorstadt - Potsdam-Nord (4) - Bornim - Bornstedt - Eiche - Grube - Nedlitz - Sacrow | - Babelsberg (5) - Babelsberg Nord - Babelsberg Süd - Klein-Glienicke - Villenviertel Neubabelsberg - Potsdam-Drewitz (6) - Potsdam-Süd (7) - Templiner Vorstadt - Teltower Vorstadt - Schlaatz - Waldstadt I und II - Industriegelände - Forst Potsdam Süd | - Eiche (8) - Fahrland (9) - Kartzow - Krampnitz - Golm (10) - Groß-Glienicke (11) - Grube (12) - Schlänitzsee - Nattwerder - Marquardt (13) - Neu Fahrland (14) - Satzkorn (15) - Uetz-Paaren (16) - Paaren - Uetz |

## Közlekedés

### Közúti közlekedés
A várost érinti az  A10-es autópálya.

## Testvértelepülései

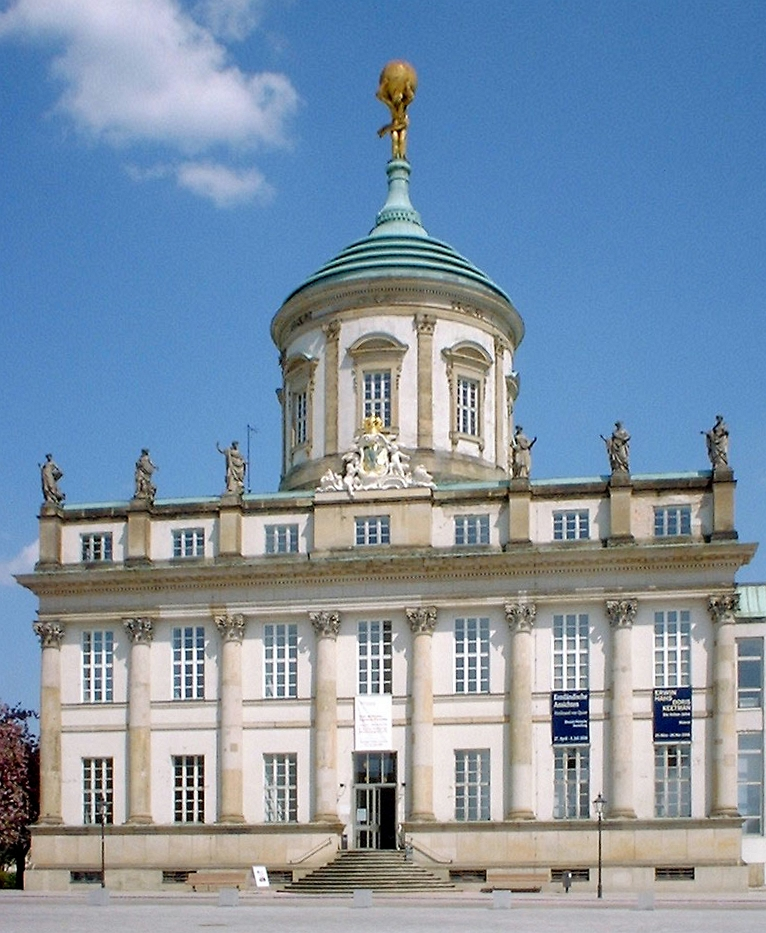
Potsdam, Régi városháza

- Lengyelország Opole 1973
- Franciaország Bobigny 1974
- Finnország Jyväskylä 1985
- Németország Bonn 1988
- Olaszország Perugia 1990
- USA Sioux Falls 1990
- Svájc Luzern 2002